# Хокинг, Гарри
Гарри Хокинг (англ. Garry Andrew Hocking; род. 1968) — австралийский спортсмен (австралийский футбол); бывший игрок клуба «Джилонг» и главный тренер клуба «Порт-Аделаид».

## Биография
Родился 8 октября 1968 года в городе Кобрам, штат Виктория, Австралия.
Выступать в австралийском футболе начал в 1987 году, имел ник «Будда». Участник австралийских Гран-финалов от штата Виктория в 1989, 1992, 1994 и 1995 годах. В течение сезона 1995 года он был капитаном команды. Играть закончил в конце сезона 2001 года, проведя 274 матча, став третьим игроком по количеству проведенных матчей команды «Джилонг. Четырежды в 1991, 1993, 1994 и 1996 годах (клубный рекорд) признавался лучшим игроком команды, получая медаль Карджи Гривза (англ. Carji Greeves Medal). Был введён в Зал славы австралийского футбола (англ. Australian Football Hall of Fame) 8 марта 2008 года.
После карьеры игрока стал тренером по австралийскому футболу. В 2005 году тренировал клуб «Пил Тандер». В 2006 году был тренером игроков до 18 лет в команде «Джилонг Фэлконс». В конце сезона 2009 года стал работать в клубе «Порт-Аделаид», где в 2012 году был назначен исполняющим обязанности главного тренера, а с октября 2013 года являлся главным тренером команды.

### Временная смена фамилии
В 1999 году, когда его команда столкнулась с финансовыми проблемами, она заключила с целью увеличения дохода необычный рекламный контракт. Хокинг сменил свою фамилию на Вискас, и комментаторы, говоря о действиях этого выдающегося игрока, рекламировали тем самым кошачий корм Whiskas. Его имя и фотография также появились на банках с кошачьим кормом и принесли лично Хокингу 20 000 долларов. Спустя некоторое время футболист вернул себе старое имя.